# Équipe de Biélorussie olympique de football
Maillots
L'équipe de Biélorussie olympique de football  représente la Biélorussie  dans les compétitions de football espoirs comme les Jeux olympiques d'été, où sont conviés les joueurs de moins de 23 ans.

## Parcours lors des Jeux olympiques
Depuis les Jeux olympiques d'été de 1992, le tournoi est joué par des joueurs de moins de 23 ans .
| Football aux Jeux olympiques | Football aux Jeux olympiques | Football aux Jeux olympiques | Football aux Jeux olympiques | Football aux Jeux olympiques | Football aux Jeux olympiques | Football aux Jeux olympiques | Football aux Jeux olympiques | Football aux Jeux olympiques |
| Année                        | Tour                         | Classement                   | J                            | G                            | N                            | P                            | Bp                           | Bc                           |
| ---------------------------- | ---------------------------- | ---------------------------- | ---------------------------- | ---------------------------- | ---------------------------- | ---------------------------- | ---------------------------- | ---------------------------- |
| 1996                         | Non qualifiée                | -                            | -                            | -                            | -                            | -                            | -                            | -                            |
| 2000                         | Non qualifiée                | -                            | -                            | -                            | -                            | -                            | -                            | -                            |
| 2004                         | Non qualifiée                | -                            | -                            | -                            | -                            | -                            | -                            | -                            |
| 2008                         | Non qualifiée                | -                            | -                            | -                            | -                            | -                            | -                            | -                            |
| 2012                         | 1er tour                     | 10e                          | 3                            | 1                            | 0                            | 2                            | 3                            | 6                            |
| 2016                         | Non qualifiée                | -                            | -                            | -                            | -                            | -                            | -                            | -                            |
| 2021                         | Non qualifiée                | -                            | -                            | -                            | -                            | -                            | -                            | -                            |
| 2024                         | À venir                      | -                            | -                            | -                            | -                            | -                            | -                            | -                            |
| Total                        | 1/7                          | Aucune Médaille              | 3                            | 1                            | 0                            | 2                            | 3                            | 6                            |

## Rencontres

### Jeux olympiques d'été de 2012
| 26 juillet 2012 | Biélorussie | 1 - 0   | Nouvelle-Zélande |                                                                                    |                                                                                    |
| 19 h 45 CEST    | Baha 45+1e |         | | City of Coventry Stadium, Coventry Spectateurs : 14 457 Arbitrage : Bakary Gassama | City of Coventry Stadium, Coventry Spectateurs : 14 457 Arbitrage : Bakary Gassama |
| 19 h 45 CEST    | Rapport |         | | City of Coventry Stadium, Coventry Spectateurs : 14 457 Arbitrage : Bakary Gassama | City of Coventry Stadium, Coventry Spectateurs : 14 457 Arbitrage : Bakary Gassama |
| 19 h 45 CEST    | Hutar - Kuzmyanok, Palitsevich 51e, Kazlow, Palyakow - Salavey ( 51e Aleksiyevich), Drahun, Baha, Bressan ( 80e Varankow), Gordeichuk - Kornilenko ( 90e Zubovich) | Équipes | O'Keefe - Hogg, Smith 1e, Nelsen, Thomas ( 77e McGeorge) - Payne, Barbarouses 60e, McGlinchey - Smeltz, Wood, Rojas | City of Coventry Stadium, Coventry Spectateurs : 14 457 Arbitrage : Bakary Gassama | City of Coventry Stadium, Coventry Spectateurs : 14 457 Arbitrage : Bakary Gassama |

| 29 juillet 2012 | Brésil | 3 - 1   | Biélorussie |                                                                            |                                                                            |
| 14 h 45 CEST    | Pato 15e · Neymar 65e · Oscar 90+3e                                                                                                   |         | Bressan 8e | Old Trafford, Manchester Spectateurs : 66 212 Arbitrage : Yuichi Nishimura | Old Trafford, Manchester Spectateurs : 66 212 Arbitrage : Yuichi Nishimura |
| 14 h 45 CEST    | Rapport |         | | Old Trafford, Manchester Spectateurs : 66 212 Arbitrage : Yuichi Nishimura | Old Trafford, Manchester Spectateurs : 66 212 Arbitrage : Yuichi Nishimura |
| 14 h 45 CEST    | Neto - Rafael, Thiago Silva, Juan Jesus, Marcelo, Rômulo - Sandro ( 64e Ganso), Oscar - Neymar, Hulk ( 86e Danilo), Pato ( 85e Lucas) | Équipes | Hutar - Kuzmyanok, Palitsevich, Kazlow 14e ( 80e Hawrylovich), Palyakow - Drahun 80e, Baha, Bressan, Aleksiyevich ( 70e Varankow), Gordeichuk - Kornilenko ( 78e Zubovich) | Old Trafford, Manchester Spectateurs : 66 212 Arbitrage : Yuichi Nishimura | Old Trafford, Manchester Spectateurs : 66 212 Arbitrage : Yuichi Nishimura |

| 1er août 2012 | Égypte | 3 - 1   | Biélorussie |                                                                             |                                                                             |
| 14 h 30 CEST  | Mohamed Salah 56e · Mohsen 73e · Aboutreika 79e                                                                                         |         | Varankow 87e | Hampden Park, Glasgow Spectateurs : 8 732 Arbitrage : Roberto García Orozco | Hampden Park, Glasgow Spectateurs : 8 732 Arbitrage : Roberto García Orozco |
| 14 h 30 CEST  | Rapport |         | | Hampden Park, Glasgow Spectateurs : 8 732 Arbitrage : Roberto García Orozco | Hampden Park, Glasgow Spectateurs : 8 732 Arbitrage : Roberto García Orozco |
| 14 h 30 CEST  | El-Shenawy - Samir, Ramadan, Fathy ( 69e Gaber), Hegazy - El-Nenny, Hassan, Ahmed ( 46e Mohsen) - Aboutrika, Moteab ( 77e Gomaa), Salah | Équipes | Hutar - Palyakow, Kazlow ( 69e Varankow), Palitsevich, Kuzmyanok - Gordeichuk ( 60e Salavey), Aleksiyevich, Baha, Bressan ( 75e Skavych), Drahun - Kornilenko 90+2e | Hampden Park, Glasgow Spectateurs : 8 732 Arbitrage : Roberto García Orozco | Hampden Park, Glasgow Spectateurs : 8 732 Arbitrage : Roberto García Orozco |